# Giải Cánh diều 2004
Giải Cánh diều 2004 được Hội điện ảnh Việt Nam tổ chức trao vào ngày 16 tháng 3 năm 2005 tại Cung Văn hóa Hữu Nghị Hà Nội.
Ở giải thưởng lần này, ban tổ chức đã quyết định tăng thêm nhiều giải dành cho cá nhân. Một số bộ phim tư nhân Nữ tướng cướp, Khi đàn ông có bầu tham gia, nhưng các nhà làm phim này đã không tới dự giải. Vì buổi lễ trao giải được truyền hình trực tiếp nên thời gian bị tối giản đến mức ban tổ chức chỉ tiến hành trao giải Cánh diều vàng còn giải Cánh diều bạc, giải khuyến khích sẽ được trao sau tại Cục Điện ảnh.
Giải cao nhất Cánh diều cho phim truyện đã không được trao. Cách diều bạc được trao cho Thời xa vắng của đạo diễn Hồ Quang Minh, chuyển thể từ tiểu thuyết cùng tên của nhà văn Lê Lựu. Mỹ Duyên với vai diễn trong phim Nữ tướng cướp đã giành giải Nữ diễn viên xuất sắc nhất. Giải mới Phim hợp tác với nước ngoài hay nhất đã dành cho Mùa len trâu của đạo diễn Việt kiều Nguyễn Võ Nghiêm Minh.

## Phim truyện nhựa
Xem thêm Danh sách phim điện ảnh đạt giải Cánh Diều Vàng

### Cánh diều bạc
- Thời xa vắng, biên kịch và đạo diễn Hồ Quang Minh, Hãng phim Giải Phóng

Giải khuyến khích
- Chiến dịch trái tim bên phải
- Ký ức Điện Biên
- Nữ tướng cướp

### Đạo diễn xuất sắc
- Đỗ Minh Tuấn, phim Ký ức Điện Biên

### Nữ diễn viên chính xuất sắc
- Mỹ Duyên, phim Nữ tướng cướp

### Nam diễn viên chính xuất sắc
- Hoàng Dũng, phim Tiếng cồng định mệnh

### Biên kịch xuất sắc
- Lê Hoàng, phim Nữ tướng cướp

### Thiết kế mỹ thuật xuất sắc
- Phạm Quang Vĩnh, phim Hàng xóm và Tiếng cồng định mệnh

### Quay phim xuất sắc
- Trần Hùng, phim Thời xa vắng

### Âm thanh xuất sắc
- Bành Bắc Hải, phim Hàng xóm

### Âm nhạc xuất sắc
- Trọng Đài, phim Ký ức Điện Biên

### Phim hợp tác với nước ngoài có hiệu quả cao nhất
- Mùa len trâu, đạo diễn Nguyễn Võ Nghiêm Minh

## Phim truyền hình

### Phim truyền hình ngắn tập
Cánh diều bạc
- Tôi là ai?, đạo diễn Lê Thanh Sơn, Trường Cao đẳng Sân khấu điện ảnh Thành phố Hồ Chí Minh

### Phim truyền hình dài tập
Cánh diều vàng
- Ngọn nến hoàng cung, đạo diễn Nguyễn Quốc Hưng, Hãng phim truyền hình Thành phố Hồ Chí Minh

Giải khuyến khích
- Chuyện phố phường, đạo diễn Phạm Thanh Phong, Nguyễn Danh Dũng
- Đồng Ngọc Nạn, đạo diễn Trần Vịnh

## Phim tài liệu

### Phim tài liệu nhựa
Cánh diều vàng
- Những nẻo đường công lý, biên kịch và đạo diễn Lại Văn Sinh, Hãng phim tài liệu khoa học trung ương

Cánh diều bạc
- Cuộc đối mặt sinh tử, đạo diễn Phan Sĩ Lan, Điện ảnh quân đội

### Phim tài liệu video
Cánh diều vàng
- Muốn được sống, đạo diễn Lê Hồng Chương, biên kịch Nguyễn Thu Tuyết, quay phim Hoàng Ngọc Dũng, Hãng phim tài liệu khoa học trung ương

Cánh diều bạc
- Một cánh chim đầu đàn, đạo diễn Phạm Việt Tùng, Điện ảnh chiều thứ bảy
- Một trích đoạn cũ, đạo diễn Đào Thanh Tùng, Hãng phim tài liệu khoa học trung ương

Giải khuyến khích
- Người tô lại tên làng, tên gốm, đạo diễn Hồ Chí Cường, Ban chuyên đề Đài Truyền hình VN
- Ngược rừng và Nối lại cung đàn xưa, đạo diễn Đỗ Bèn, Hãng phim truyền hình Thành phố Hồ Chí Minh

## Phim hoạt hình
Cánh diều bạc
- Đi tìm hạnh phúc - phim hoạt hình số, đạo diễn Lâm Đình Chiến
- 5 hạt kê vàng - phim hoạt hình nhựa, đạo diễn Phạm Ngọc Tuấn

Giải khuyến khích
- 3 chiếc ghế
- Hiệp sĩ Trán Dô

## Phim khoa học
Cánh diều bạc
- Để giảm thiểu bất hạnh, đạo diễn Mỹ Hương, Trung tâm tư vấn và dịch vụ truyền thông
- Hành trình gen, đạo diễn Nguyễn Như Vũ, Hãng phim tài liệu khoa học trung ương

Giải khuyến khích
- Rùa xanh ở Côn Đảo, đạo diễn Nguyễn Hoàng Lâm, Ban khoa giáo Đài truyền hình Việt Nam

## Công trình nghiên cứu lý luận
- Giải Cánh diều vàng dành cho công trình Nghiên cứu lịch sử Điện ảnh phần I của nhóm tác giả Cục Điện ảnh.